# Burak Çelik
Burak Çelik (* 21. Juli 1992 in Istanbul) ist ein türkischer Schauspieler und Model.

## Leben und Karriere
Çelik wurde am 21. Juli 1992 in Istanbul geboren. Mütterlicherseits kommt seine Familie aus dem Balkan und väterlicherseits stammt seine Familie aus Ordu. Sein Onkel war Fußballspieler. Im Alter von dreizehn Jahren brach Burak Çelik den Fußball aufgrund von Asthma ab. 2013 nahm er an Best Model of Turkey und Best Model of World teil und wurde erster.
Sein Debüt gab er 2013 in der Fernsehserie Karagül. Außerdem spielte er 2016 in Hayat Sevince Güzel die Hauptrolle. Zwischen 2017 und 2018 bekam er eine Rolle in der Serie Söz. Seit 2022 spielt Çelik in Senden Daha Güzel mit.

## Filmografie
Filme
- 2017: Deli Aşk

Serien
- 2013–2016: Karagül
- 2016: Hayat Sevince Güzel
- 2017–2018: Söz
- 2019: Sevgili Geçmiş
- 2020–2022: Kuruluş Osman
- 2022: Senden Daha Güzel
- 2022-: Ben Bu Cihana Sığmazam